# Maison de Miodrag Milovanović à Dobrodo
La maison de Miodrag Milovanović à Dobrodo (en serbe cyrillique : Кућа народног хероја Миодрага Миловановића ; en serbe latin : Kuća narodnog heroja Miodraga Milovanovića) se trouve à Dobrodo (Lunovo Selo), sur le territoire de la Ville d'Užice et dans le district de Zlatibor, en Serbie. Elle est inscrite sur la liste des monuments culturels protégés de la République de Serbie (identifiant no SK 481).

## Présentation
Le héros national Miodrag Milovanović Lune (1921-1944) est né dans la maison.